# Quatre notes de l'Église
 (mai 2014).
Si vous disposez d'ouvrages ou d'articles de référence ou si vous connaissez des sites web de qualité traitant du thème abordé ici, merci de compléter l'article en donnant les références utiles à sa vérifiabilité et en les liant à la section « Notes et références ».
Les quatre notes de l'Église sont quatre caractéristiques qui définissent l'Église selon le christianisme. Elles proviennent du symbole de Nicée, ou credo, pour lequel l'Église est « une, sainte, catholique et apostolique ». Chacune de ces quatre « notes » s’accorde avec les trois autres.
Cette autodéfinition, « une, sainte, catholique et apostolique », est commune aux Églises catholique et orthodoxe.

## Unité
La notion d'« unité de l'Église » se trouve affirmée par le Nouveau Testament, notamment dans les deux Épîtres aux Corinthiens, où l'Église est présentée comme un corps unique. Ce corps est défini comme étant le Corps mystique du Christ, ayant le Christ pour tête et pour membres les chrétiens. 
Depuis le schisme de 1054 qui rompt la Pentarchie, l'Église orthodoxe considère que cette unité se trouve dans la Communion orthodoxe de l'ensemble des Églises restées fidèles aux sept premiers conciles. 
L'Église catholique affirme elle aussi la doctrine d'une « unité primitive de l'Église » dont elle serait la seule légitime continuatrice, et qui rejette dans l'hérésie ou qualifie de schismatiques  toutes les autres formes du christianisme, y compris celui des Églises de Constantinople, Alexandrie, Antioche et Jérusalem  (qui se reforme avec Moscou, remplaçant Rome). 
Toutefois, le sacrement du baptême marquant l'entrée d'une personne dans ces Églises chrétiennes, est effectué au nom du même seul Dieu : « Père, Fils et Saint Esprit », et se trouve mutuellement reconnu par les différentes confessions, dans ses différentes formes. C'est pourquoi il n'est généralement pas réitéré lors de la conversion d'une confession chrétienne à une autre. Dans le catholicisme comme dans l'orthodoxie, le baptême peut être donné aux jeunes enfants, selon une tradition ancienne née de sa nécessité pour le salut (Jn 3,5) mais qui trouve peut-être une confirmation scripturaire dans la pratique de baptiser toute une famille (Ac 16, 15 et 33 ; 1 Co 1-16). Mais l'engagement véritable est constitué par la confirmation (du baptême), et la profession de foi.
Le Conseil œcuménique des Églises, qui se veut une « communauté fraternelle d'Églises qui confessent le Seigneur Jésus-Christ comme Dieu et Sauveur selon les Écritures et s'efforcent de répondre ensemble à leur commune vocation pour la gloire du seul Dieu, Père, Fils et Saint-Esprit », reconnaît la nécessité d'aller vers la reconnaissance du baptême d'autres Églises. L'Église catholique y est observatrice.

## Sainteté
La sainteté n’est pas à confondre avec la perfection morale. La sainteté de l’Eglise doit être un signe pour ceux qui ne croient pas, de sorte qu’ils puissent raisonnablement reconnaître comme “crédible” la vocation de l’Eglise à être l’Eglise de Jésus-Christ. L'Eglise tient sa sainteté de celle du Christ et de la doctrine qu'il lui a transmise. Elle la tient également de celle de ses membres - mais pas au sens d'une perfection morale - car elle permet à chacun d'atteindre un héroïsme de vie. Enfin elle est sainte par ses œuvres, c'est-à-dire par l'ensemble de ses actions charitables.

## Catholicité
Le mot « orthodoxe » signifie « doctrine droite » (doxa ortho), « opinion juste », tandis que le mot « catholique » signifie « selon le tout », « universel ». Les Églises chrétiennes du premier millénaire s'affirmaient à la fois orthodoxes, puisque conformes selon elles à la « doctrine droite » (définie par les conciles), et « catholiques », puisque reconnaissant la catholicité, c'est-à-dire l'universalité, de l'unique Église de Jésus-Christ.
La catholicité de l'Eglise signifie son universalité. Cette universalité est double : l'Eglise est universelle en totalité et en intégralité. 
- Universalité selon la totalité : L'Eglise est universellement répandue à travers l'espace et le temps. Elle n'appartient pas à une période précise ni à un peuple ou un pays en particulier[3].
- Universalité selon l'intégralité : En l'Eglise réside le Christ et donc l'intégralité des moyens du salut[4]. Elle est donc, pour les catholiques, le seul moyen d'accéder au ciel.

## Succession apostolique
Chacune des Églises chrétiennes considère que la  mission confiée par  Jésus-Christ à ses apôtres continue à être exercée par elle jusqu'à la fin des temps. Chacune d'entre elles se définit donc comme l'héritière de la succession apostolique. 
Dans le catholicisme, le sacerdoce est le garant de cette mission grâce au sacrement de l'ordre : l'ordre comporte trois degrés : l'épiscopat, le presbytérat, et le diaconat.